# Pelle Petterson
Pelle Helmer Petterson (Estocolmo, 31 de julho de 1932) é um velejador sueco, medalhista olímpico. Ele competiu nos Jogos Olímpicos de Verão de 1972 na classe Star e conquistou a medalha de prata ao lado de Stellan Westerdahl. Antes, já havia conseguido a medalha de bronze nos Jogos de 1964 nesta mesma classe com Holger Sundström.
Ele estudou design no Instituto Pratt de 1955 a 1957. Seu pai também foi um designer que desenvolveu agregados de gás de madeira e Volvo PV444, fortemente influenciando seu filho a seguir seus passos. Ele é provavelmente mais conhecido por projetar a marca de veleiros Maxi, que ainda está entre os veleiros mais comuns em águas suecas. Petterson foi a primeira pessoa a ser incluída no Hall da Fama da Vela Sueca.
Em 14 de maio de 2004, ele recebeu o Prêmio Empresarial Sueco por Realizações Extraordinárias de primeiro grau da Câmara de Comércio e Indústria da Suécia Ocidental.